# 木卡空间
木卡空间是马来西亚一家专营戏剧制作、剧场演出、戏剧人才培训与艺术出版的文化公司。由颜永祺博士与颜永祯创立于2013年。木卡空间提倡“让生活艺术化”的理念，相信优质生活离不开艺术，让更多人真正实现“艺术化生活”。木卡空间致力于制作与呈现高质量戏剧、培育剧场导表演与视听觉艺术家、发展当代戏剧艺术与艺术跨界作品、拓展多元化的艺术形式与国际交流合作。木卡空间这些年来制作的《别让TA知道的事》新生代导演作品系列、《旅行剧场》将艺术带进人群的国内外巡演系列、《触动城市》文旅音乐剧系列、《经典作品新演绎》系列等，演出场次达千场，累计来自海内外的观众3万余人，获得50多个艺术奖项，成为口碑极佳的戏剧品牌。2019年，为配合马来西亚中文戏剧一百周年纪念，木卡空间策划了《木卡精酿》系列丛书，丰富马来西亚中文戏剧的学术研究，达到戏剧普及的目的。
2019年，木卡空间携本地艺术家共同打造的《触动古城》民族文旅原创音乐剧，在马六甲州元首的全力支持下，完成了228场的驻场演出。

## 颜永祺博士
- 中央戏剧学院导演系硕士
- 中央戏剧学院表演系博士
- 2008年北京奥运会体育展示导演
- 2008年北京残奥会体育展示导演
- 中国国家大剧院特邀讲师
- 木卡空间（吉隆坡）艺术总监

颜永祺属于舞台综合能力较强的创意导演，除了导演、编剧、音乐创作、舞美设计，颜永祺也是一名杰出的导表演老师。他至今编导了近五十部舞台剧作品，获奖无数，是首位在中国获得戏剧博士的马来西亚人。
颜永祺的硕士论文《认识单人剧及其排演方法》和博士论文《生活表演学》获得了中央戏剧学院极高的艺术评价，并把论文收录为“中央戏剧学院优秀论文”。他经常出国观剧、参加戏剧节，与国外艺术家剧团作艺术交流，潜心于戏剧应用的他同时发表了学术文章：《教育戏剧——素质教育中一种新的尝试》、《伦敦西区观剧——体验艺术与商业的共赢》、《阿维尼翁戏剧节的初体验》、《别样双人剧》等。
2017年，颜永祺凭借《理查三世》蝉联了马来西亚戏剧奖五届最佳导演和最佳戏剧；2018年，颜永祺执导的《北京人》更是刷新纪录，横扫八奖，成为大马戏剧史上获奖最多的剧目；颜永祺编创的五小时话剧《尼伯龙根的指环》是大马戏剧史上首部长篇史诗剧场，为他赢得了马来西亚第七次“最佳导演”殊荣。颜永祺被马来西亚“戏剧之母”孙春美专家誉为马来西亚难得的天才型导演。颜永祺是马来西亚21世纪最重要的戏剧导演之一。
个人获奖情况
- 2011年凭借《一触钟情》获第二届中国戏剧文化奖最佳导演金奖。
- 2011年凭借《七年知痒》获第二届中国戏剧文化奖最佳导演金奖。
- 2013年凭借《青春禁忌游戏》获马来西亚第11届戏炬奖最佳导演。
- 2015年凭借《丈夫的婚礼》获马来西亚第12届戏炬奖最佳导演。
- 2016年凭借《这里的黎明静悄悄》获马来西亚第13届BOH Cameronian艺术大奖最佳导演。
- 2016年凭借《这里的黎明静悄悄》获马来西亚第13届戏炬奖最佳导演和最佳戏剧。
- 2017年凭借《理查三世》获马来西亚第14届戏炬奖最佳舞美设计和最佳戏剧。
- 2017年凭借《理查三世》获马来西亚第14届BOH Cameronian艺术大奖最佳导演和年度最佳戏剧。
- 2018年凭借《北京人》获马来西亚第15届戏炬奖最佳舞美设计、最佳剧本改编、最佳导演和最佳戏剧。
- 2019年凭借《尼伯龙根的指环》获马来西亚第16届戏炬奖最佳导演。

导演代表作：
- 《将话剧进行到底》
- 《娘惹艾美丽》单人剧
- 《美狄亚》
- 《张爱玲》音乐剧
- 《洛克王国大冒险》音乐剧
- 《高朋满座》
- 《一触钟情》
- 《七年知痒》
- 《青春禁忌游戏》
- 《泰特斯》
- 《这里的黎明静悄悄》
- 《理查三世》
- 《摸金玦》
- 《我是余欢水》
- 《北京人》
- 《普拉东诺夫》
- 《尼伯龙根的指环》
- 《触动古城》
- 戏剧著作：
- 《舞台上的独行者》
- 《人人皆演员》

## 颜永祯
现为马来亚大学表演艺术系博士研究生，专研马来西亚戏剧发展与艺术管理。曾任吉隆坡表演艺术中心执行制作人。制作及演出近20部不同语言与规模的舞台剧与艺术节。制作作品备受好评，除了奖项肯定，也获得国际交流与巡演的机会。2010年开始为《精彩十分》大马常年表演艺术节制作顾问。2011年与爱美丽亚和马大表演艺术系毕业生创办我愛工作室，探讨大马剧场多元特色，与国外艺术交流，推广马来西亚文化艺术为目标。2012年，专注大马戏剧发展学术研究，获得中国中央戏剧学院邀请参与中国教育部人文社会科学研究的《东方戏剧年表》学术研究撰写并发表《马来西亚剧场发展史》。同年8月，受中国傩戏学研究会邀请出席中国湖南临武傩文化国际学术研讨会发表《玛蓉（传统戏剧）：其仪式性表演中的出师仪式研究》。2013年在国家文化艺术局推动下创办大马戏剧资料库，并于同年11月与颜永祺导演创办木卡空间。演员专业毕业而成为制作人，曾凭福建剧《大头和番薯头》入围2010年第九届戏炬奖最佳男配角。
合作过的导演与艺术家包括：Joe Hasham, Faridah Merican, Jeff Kevin, Mark Beau de Silva, Lex Lakshman Balakrishnan, Kelvin Wong, Chris Ling, Na'a Murad, Jose Navarro, Roselina Khir Johari,  Lenny Erwan, 丘雨锦, 周顺兴, 黄商权, 刘家荣, 爱美丽亚, 雷志伦博士, 颜永祺博等。
戏剧演出作品：
- 阿里斯托芬的《鸟》(2008)
- 《Aku Cinta XXX》（2009）
- 福建剧《大头和番薯头》(2010)
- 《钢骨森林的游牧之歌》(2011)
- 《Aku Cinta XXX 2011》(2011)
- 《青春禁忌游戏》(2012)等。